# Palácio do Mexuar
O Palácio do Mexuar (em árabe: Qal'at al-Mishwār; em francês:  Palais El Mechouar) é um complexo palaciano real ziânida situado em Nácer (Argélia), construído durante a Idade Média. «Mexuar», literalmente «lugar de muxauara [conselhos consultivos]», deve o seu nome à sala onde se reuniam os ministros ao redor do sultão de Tremecém. O termo utiliza-se na Andaluzia e no Magreb para designar um palácio-cidadela. O complexo do Mexuar é um exemplo de arte mourisca e andaluza, e mais particularmente de arte ziânida.[carece de fontes?]
Os trabalhos de restauração do palácio começaram em 2010 graças ao acontecimento cultural Tremecém, capital da cultura islâmica 2011.

## Escavações arqueológicas e restauração
Por motivo da preparação do acontecimento cultural «Tremecém, capital da cultura islâmica 2011», o ministério argelino da Cultura lançou em 2010 um projecto de restauração do Palácio do Mexuar. Este projecto esteve precedido de uma fase de escavações arqueológicas dirigidas pelo Centro Nacional de Investigações Arqueológicas de Argel. Estas escavações permitiram revelar vestígios de construções de diferentes épocas, bem como mobiliário arqueológico como lapidas, espaços com água e peças de cerâmica.[carece de fontes?]
Com as escavações nos arredores e no pátio do palácio real, descobriram-se até dezasseis silos que remontam à era da dinastia ziânida. Estes locais eram utilizados para a conservação e o armazenamento de provisões em previsão de qualquer calamidade ou invasão estrangeira.
Também se revelaram passagens subterrâneas que conduzem para fora dos limites conhecidos do palácio.

## Galeria

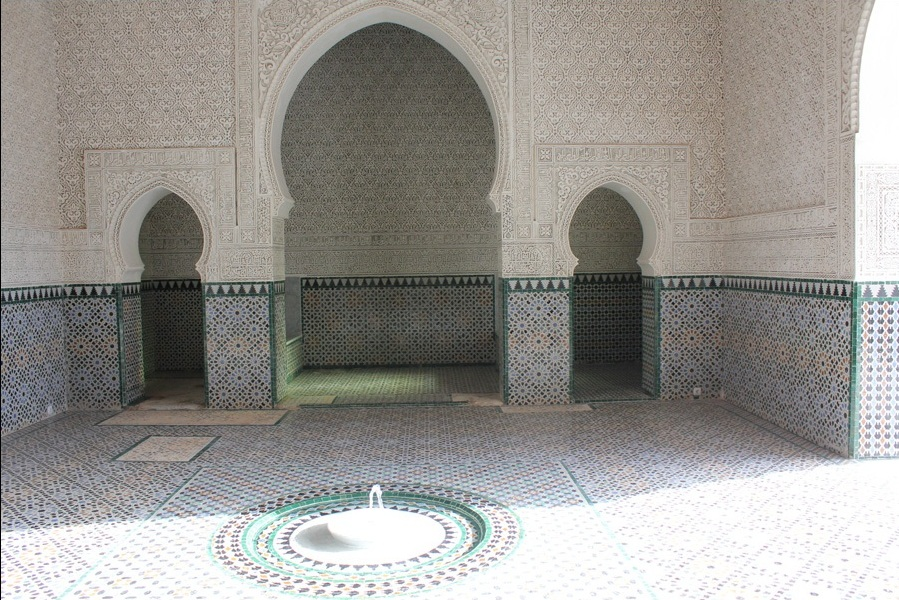
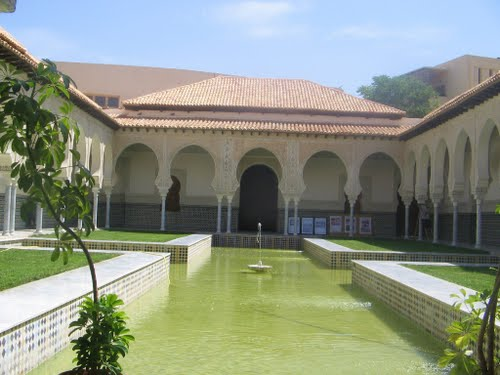
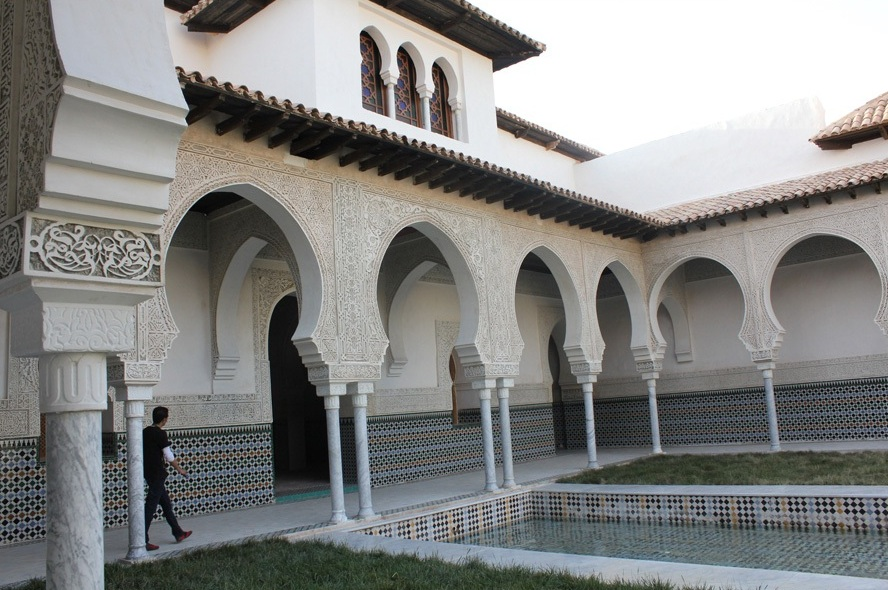
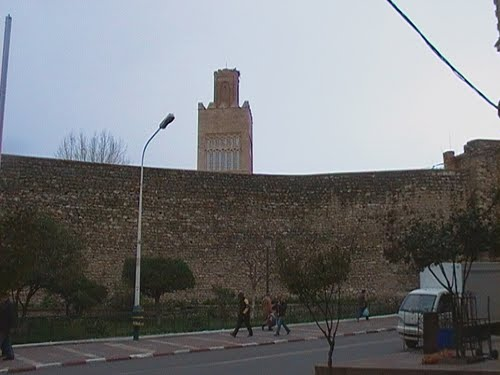
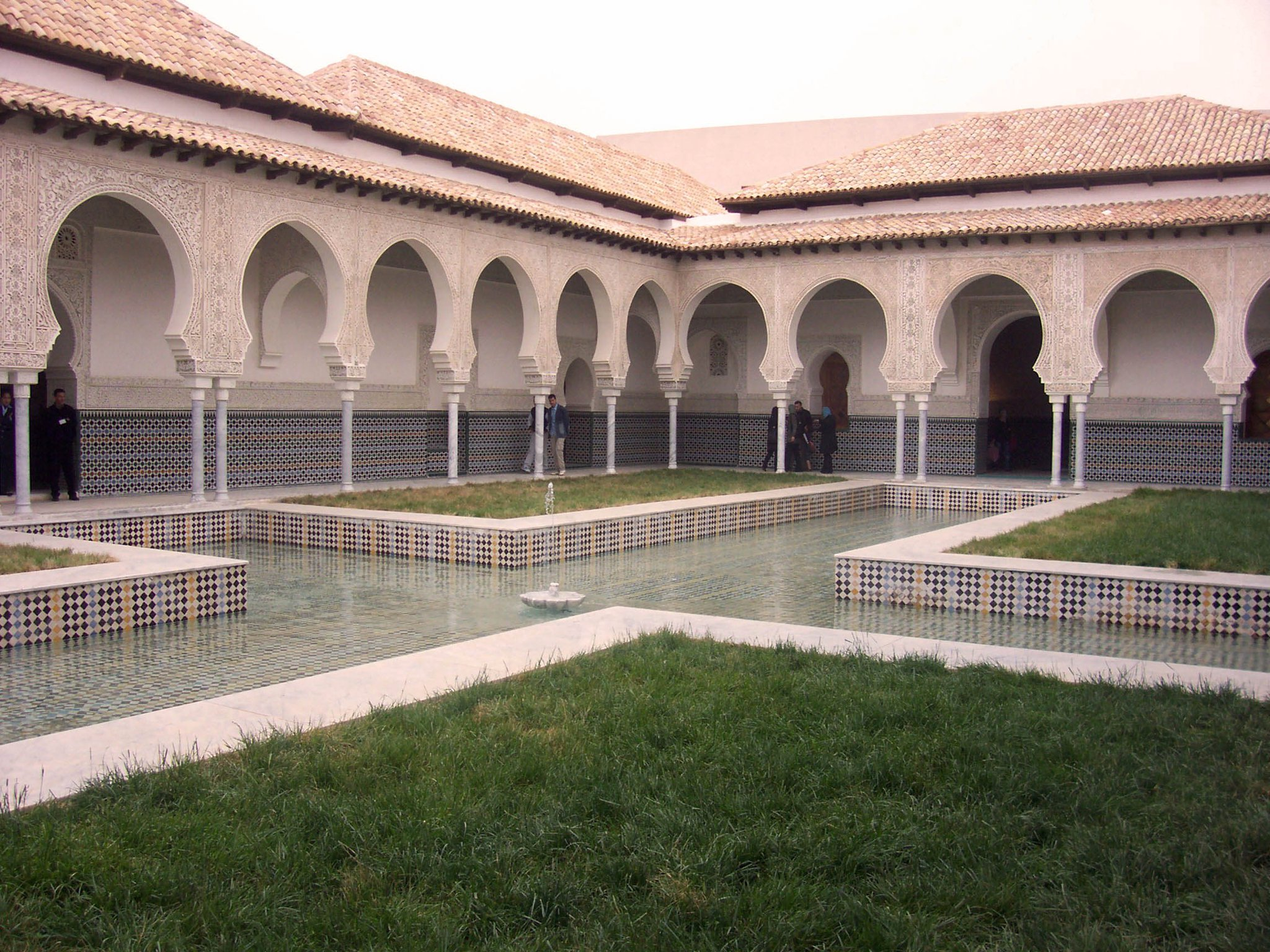